# Kościół Świętych Apostołów Andrzeja i Jakuba w Pawłowiczkach
Kościół Świętych Apostołów Andrzeja i Jakuba – rzymskokatolicki kościół parafialny należący do parafii pod tym samym wezwaniem (dekanat Gościęcin diecezji opolskiej). Znajduje się na wzniesieniu w północnej części wsi.

## Historia i architektura
Jest o świątynia wzniesiona w latach 1782–1783 w stylu późnobarokowym. Budowla posiada trzy nawy i formę bazyliki. Od strony zachodniej elewacja jest zaakacentowana przez czworokątną wieżę z zaokrąglonymi narożnikami, zwieńczoną baniastym dachem hełmowym z latarnią.